# فتح‌الله (نیمروز)
فتح‌الله، روستایی در دهستان قائم‌آباد بخش صابری شهرستان نیمروز در استان سیستان و بلوچستان ایران است.

## جمعیت
بر پایه سرشماری عمومی نفوس و مسکن در سال ۱۳۹۵، جمعیت این روستا برابر با ۲٬۴۲۹ نفر (۶۲۳ خانوار) بوده‌است.